# Cinema domèstic
|  | No s'ha de confondre amb Film domèstic. |

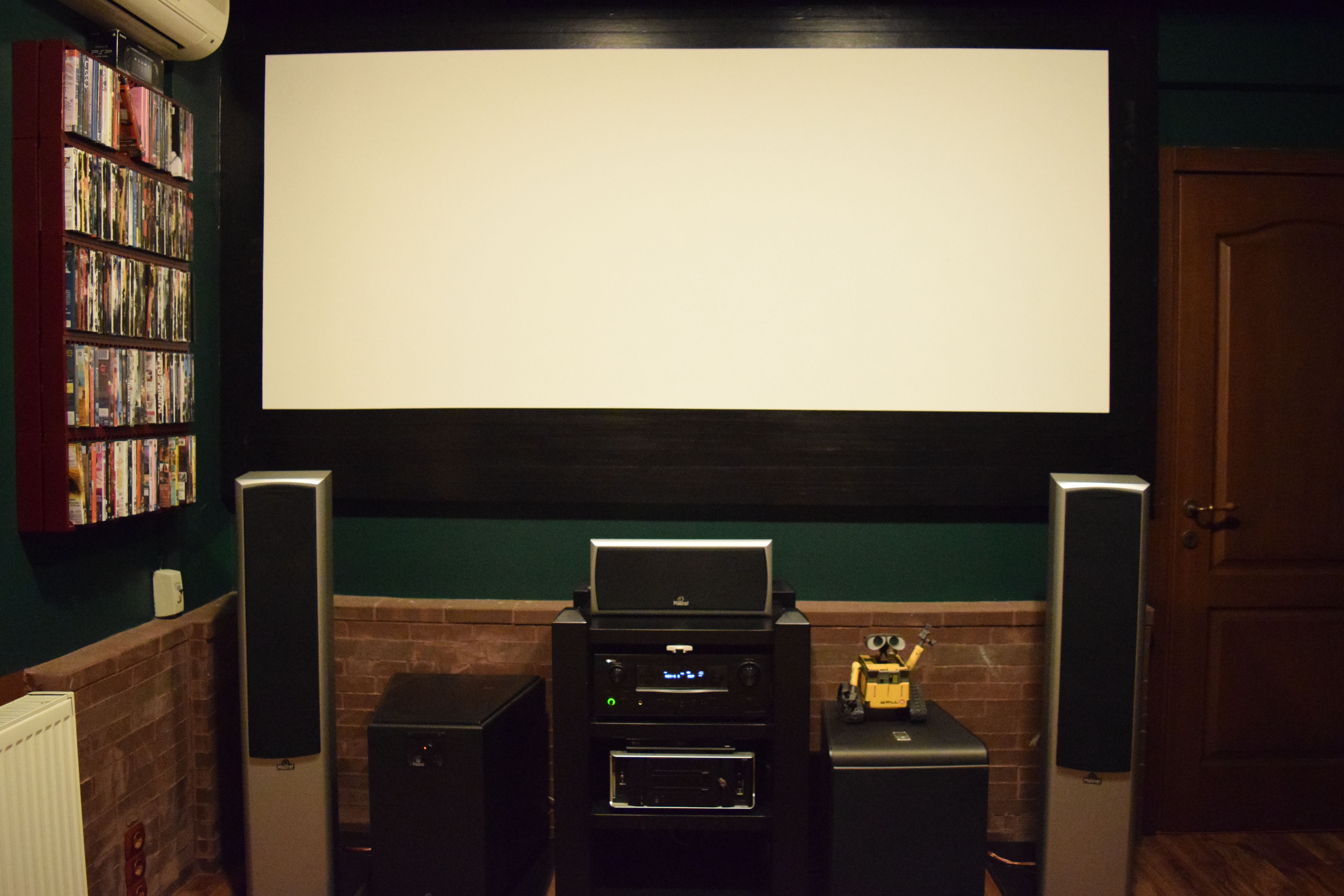
Instal·lació sofisticada de cinema domèstic

El cinema domèstic , cinema a casa o en anglès home cinema, és un sistema que busca reproduir la qualitat de vídeo i àudio d'una sala de cinema en la llar. L'aspecte de vídeo sovint inclou una pantalla gran o televisor d'alta definició, o un sistema de projecció. La reproducció d'àudio de qualitat s'aconsegueix amb un sistema surround d'alta fidelitat.

## Descripció

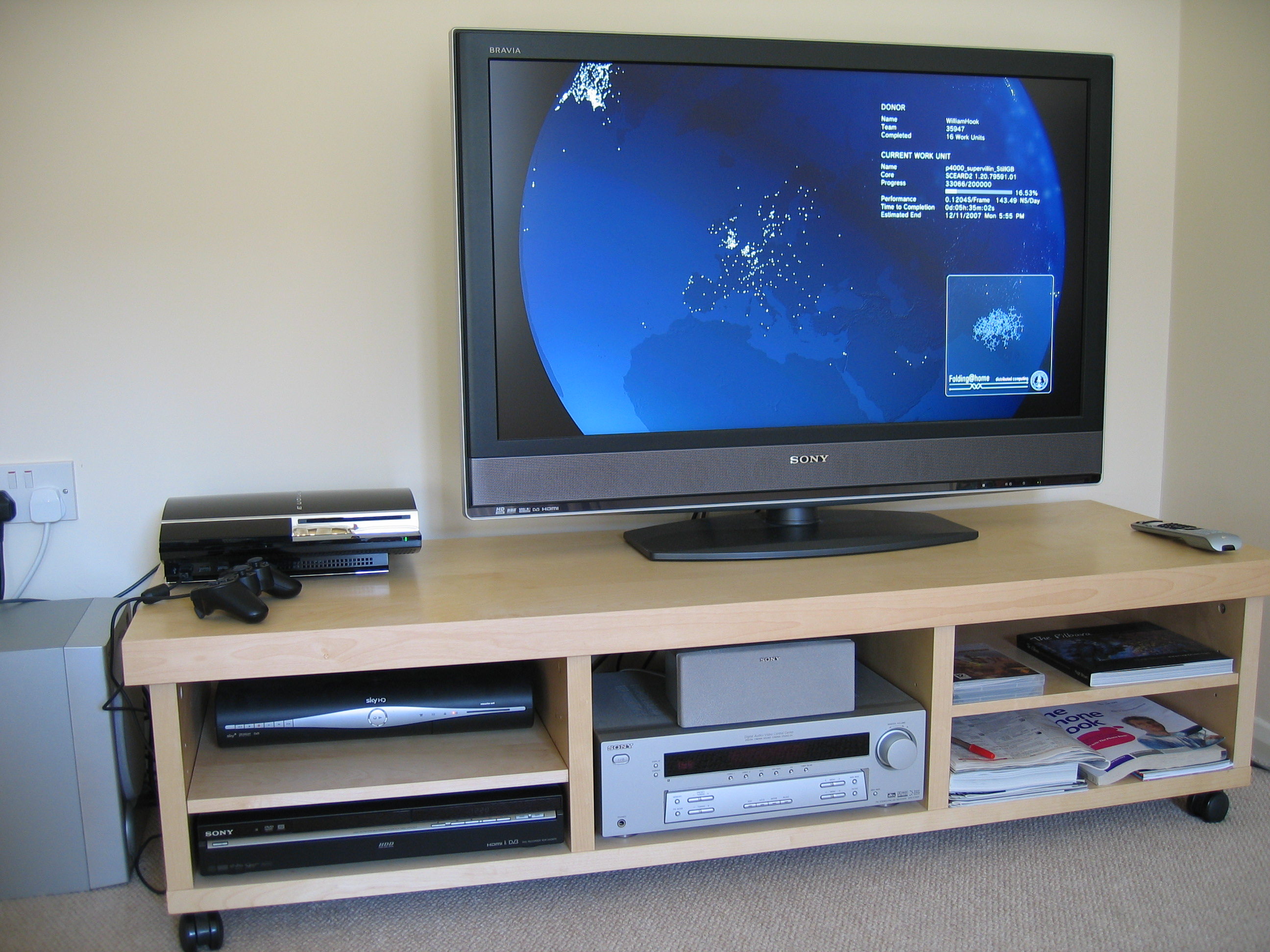
Instal·lació estándar de cinema domèstic

El "home cinema", tècnicament, podria ser tan bàsic com afegir al televisor un reproductor de vídeo i un grup d'altaveus. Per tant, és difícil especificar exactament el que distingeix un "home cinema" d'un televisor amb un equip estèreo. No obstant això, el "home cinema" implica una veritable "experiència de cinema" i, per tant, una major qualitat dels seus components. Un sistema clàssic inclouria el següent:
1. Un prominent desplegament d'aparells, generalment un televisor d'alta definició de grans dimensions, amb tecnologia de plasma, cristall líquid o LED, o també un projector sovint amb funció HDTV.
2. Un o més canals àudio/vídeo. Formats d'alta qualitat com DVD o Laserdisc, incloent els nous formats d'alta definició com l'HD DVD o Blu-ray.
3. Un sistema àudio que sigui capaç d'emetre so surround (almenys 5.1). Generalment, això consisteix en diversos altaveus i un subwoofer. De vegades un decodificador especial s'utilitza per permetre l'emissió de nous formats de so surround.
4. Seients confortables i una disposició per transmetre sensacions de cinema. Pot incloure diverses butaques reclinables i cortines o llum d'ambient reduïda o modificada per ampliar l'experiència.

Alguns entusiastes del home cinema arriben a construir una habitació dedicada solament a això. Aquesta habitació sovint es decora per recordar un cinema real, amb mobiliari especial, pòsters de cinema o una màquina de crispetes. Aquestes instal·lacions més avançades sovint inclouen elements de disseny acústic sofisticats, incloent un aïllament de so. Aquestes instal·lacions sovint són anomenades "sales de projecció" per diferenciar-les de les instal·lacions més senzilles.
Avui dia és possible comprar kits de "home cinema en una caixa" llançats per diverses conegudes companyies de productes electrònics. Aquests kits comprenen un conjunt d'altaveus de sistema surround, un amplificador/selector per ajustar el volum i seleccionar els canals de vídeo i de vegades un reproductor de DVD o VCR. Encara que aquests kits són senzills en comparació amb una instal·lació real de home cinema, el seu preu també resulta més atractiu. Només cal afegir-hi un televisor i algunes pel·lícules per crear una sala de home cinema.

## Sense cables
Alguns equipaments inclouen instal·lacions d'altaveus sense cable amb amplificadors: 
- Philips LX 3950 utilitza connexions d'infrarojos en 863.3-864.5 MHz amb 4 canvis de canals de transmissió.
- Samsung Home Theater System - HTDS490 utilitza tecnologia Bluetooth.

Hi ha sistemes de cinema domèstic sense cables que abasten tots els altaveus.

## Connexions
Algunes connexions que incorpora el cinema domèstic poden ser:

### Àudio
- Entrada: AUX, digital cinch, Scart àudio.
- Sortida: Connector RCA analògic, line-out, digital cinch.

### Sortida de vídeo
- HDMI, CVBS, S-Video, Scart múltiple.

### General
- USB, TOSLINK, WiFi, Bluetooth, IrDA.

### Antena
- FM coaxial, AM loop